# General Emilio Aguinaldo, Cavite
Đô thị General Emilio Aguinaldo (tên cũ Bailen; Tiếng Filipino: Bayan ng Heneral Emilio Aguinaldo) là đô thị hạng 5 ở tỉnh Cavite, Philippines. Theo điều tra dân số năm 2007, đô thị này có dân số 17.818 người. Tên được đặt theo Emilio Aguinaldo, tổng thống đầu tiên của quốc gia này.

## Các đơn vị dân cư
General Emilio Aguinaldo được chia thành 14 barangay (4 đô thị, 10 nông thôn).
- A. Dalusag
- Batas Dao
- Castaños Cerca
- Castaños Lejos
- Kabulusan
- Kaymisas
- Kaypaaba
- Lumipa
- Narvaez
- Poblacion I
- Tabora
- Poblacion II
- Poblacion III
- Poblacion IV